# Harry Wickwire Foster
Harry Wickwire Foster né le 2 avril 1902 à Halifax et décédé le 16 août 1964 est un général canadien.

## Biographie
Né à Halifax, il était le fils du major-général Gilbert Foster Lafayette, qui avait été le directeur général des services médicaux durant la Première Guerre mondiale. Foster a fait ses études au King's College de Nouvelle-Écosse. Il a fréquenté le Collège militaire royal du Canada à Kingston (Ontario), en Ontario, et l'Université McGill, à Montréal.
En 1934, il est promu au grade de capitaine. Il a fréquenté l'École des cadres, à Camberley à partir de 1937-1939 et est promu major dans la 1re brigade d'infanterie canadienne lors du déclenchement de la Seconde Guerre mondiale.
En 1941, promu au grade de lieutenant-colonel, Foster a pris le commandement de la 4e régiment de reconnaissance et est affecté à la 1re division d'infanterie canadienne en Angleterre. En 1942, il est nommé commandant, Highland Light Infantry du Canada.
Il a dirigé les troupes canadiennes dans la campagne de Kiska en 1943 (opération Cottage), pour lequel il a été décoré de la Legion of Merit. À l'insu des Alliés, les Japonais s'étaient retiré trois semaines avant l'attaque.
En 1943, il est promu général de brigade et commande la 7e brigade d'infanterie canadienne, qui a débarqué sur la plage Juno Beach au jour J avec la 4e division blindée canadienne en Normandie pour soulager le général George Kitching. Le 12 septembre 1944, il entre dans la ville historique de Bruges (Belgique) avec ses troupes. La libération de cette ville médiévale a été fait avec succès, sans lutte et des dommages. En reconnaissance de cet exploit, Foster a été nommé citoyen d'honneur de Bruges, seul prix décerné à deux personnes depuis 1900 : Foster et Hendrik Brugmans, premier recteur du Collège d'Europe.
Plus tard, il échangea des commandes avec Chris Vokes, et dirige la 1re division d'infanterie canadienne en Italie, puis revint avec cette division au nord de l'Europe dans le cadre de l'opération Goldflake.
Après la guerre, Foster (avec quatre généraux de brigade) a présidé la cour martiale du prisonnier de guerre du Canada, le général SS Kurt Meyer. Le procès a été une vitrine pour le Canada, la première fois que le pays avait procédé à une poursuite internationale de ce genre. Meyer a été reconnu coupable de trois des cinq chefs d'accusation et condamné à mort. La peine a été commuée en emprisonnement à vie.
Il a organisé et commandé le commandement de l'armée de l'Est.
Il prit sa retraite en 1950. En 1959, il a épousé sa troisième femme, Mona Leonhart (née Parsons), un espion canadien pour la résistance hollandaise pendant la Seconde Guerre mondiale, et a été nommé honoris causa de l'aide-de-camp du gouverneur général Georges Vanier.

## Décorations
- Ordre royal de Victoria
- 1939-45 Star
- Italy Star
- France and Germany Star
- War Medal 1939-1945
- Ordre national de la Légion d'honneur